# 新田匡章
新田 匡章（にった まさあき、1989年11月20日 - ）は、 日本のアクション俳優、スタントマン、スーツアクター、アクション監督。大阪府出身。
『パワーレンジャーシリーズ』『メサイアシリーズ』『鳳神ヤツルギシリーズ』で活躍。

## 人物
アクション俳優のジャッキー・チェンやトニー・ジャーに憧れ、2005年に倉田プロモーションに入団。
2008年の退会後に京都へ行き、千葉真一のアクションスクール「サウザンリーヴス・ハリウッド京都」で時代殺陣を学ぶ。
退団後に上京し、フリーのスタントマンとして活動を開始する。『ごくせん』や『THE LAST MESSAGE 海猿』、『BOSS』でスタントマンとして作品に参加した。
金子修介監督の映画『メサイア』で俳優としてもデビューする。
22歳で『鳳神ヤツルギ3』のオーディションに合格し、シリーズで演じたキャラクター、獅子堂カイト（哮神ガイオン）が人気が出た為、その後5シーズン続役で出演する。スタント出身であり変身後のスーツアクターも自らこなし、シリーズ4と5ではアクション監督も担当。『メサイアシリーズ』にも俳優として出演。
2018年から2022年にかけて活動の拠点を日本からニュージーランドのオークランドに移し、『パワーレンジャーシリーズ』をはじめスタントマンとして海外作品にも参加、出演していた。
外国人スタッフからはAKI（アキ）と呼ばれる。

## 参加作品

### テレビドラマ
- 浪花の華〜緒方洪庵事件帳〜（2009年） - 塾生 役
- ごくせん卒業スペシャル（2009年） - ヤンキー 役
- Boss（2009年） - スタント
- とめはねっ! 鈴里高校書道部（2010年） - 柔道部員 役
- チャレンジド（2009年） - スタント
- サムライ・ハイスクール 第1話（2009年） - ヤンキー 役
- 警視庁継続捜査班 第1話（2010年） - 飛び降り高校生 役
- 鳳神ヤツルギシリーズ
  - 鳳神ヤツルギ3（2012年） - 獅子堂カイト / 哮神ガイオン 役
  - 鳳神ヤツルギ4（2014年） - 獅子堂カイト / 哮神ガイオン 役、アクション監督
  - 鳳神ヤツルギ5（2015年） - 獅子堂カイト / 哮神ガイオン、ヤツルギ（第1話・スーツアクター）、バーニングヤツルギ（最終話・スーツアクター）、超皇帝ディスギルド（スーツアクター） 役、アクション監督
  - 鳳神ヤツルギ6（2016年） - 獅子堂カイト / 哮神ガイオン、怪人スーツアクター（コックマン、漁師メーン、ファイアメーン、大工マン、農家メーン） 役
  - 鳳神ヤツルギ7（2017年） - 獅子堂カイト / 哮神ガイオン、シャドウハウンド（スーツアクター）、シャカシャカボーン（スーツアクター） 役
  - 鳳神ヤツルギ8（2018年） - 哮神ガイオン（スーツアクター）、怪人スーツアクター（グランガービッジ、ホウレンアックス、ザンパー兵） 役
- 魔法★男子チェリーズ（2014年） - 柔道部員 役、アクションコーディネート
- おそろし-三島屋変調百物語（2014年） - スタント
- 電撃!!ライデンマルシリーズ
  - 電撃!!ライデンマル（2015年） - ライデンマル（スーツアクター）、シップウマル（スーツアクター）、獅子堂カイト / 哮神ガイオン 役、アクション監督
  - 電撃!!ライデンマル2（2016年） - ライデンマル（スーツアクター）、シップウマル（スーツアクター）、パン但（スーツアクター） 役、アクション監督
  - 房州 電撃!!ライデンマル 真紅の侍、ムラサメ編（2017年） - シップウマル（スーツアクター） 役
- パワーレンジャーシリーズ
  - パワーレンジャー・ニンジャスティール Power Rangers Ninja Steel（2017年） - レッドレンジャー（スーツアクターと変身前のスタント） 役
  - パワーレンジャー・スーパーニンジャスティール Power Rangers Super Ninja Steel（2018年） - レッドレンジャー（スーツアクターと変身前のスタント） 役
  - パワーレンジャー・ビーストモーファーズ Power Rangers Beast Morphers（2019年 - 2020年） - レッドレンジャー（スーツアクター）、MMPRブラックレンジャー（スーツアクター）、スティール（スタント） 役
  - パワーレンジャー・ダイノフューリー Power Rangers Dino Fury（2021年 - 2022年） - レッドレンジャー（スーツアクターと変身前のスタント）、ヴォイドナイト / ヴォイドキング（スーツアクター）、ロードゼット（スーツアクター） 役、ヘンジマン（スーツアクター）役
  - マイティ・モーフィン パワーレンジャー: ワンス & オールウェイズ Mighty Morphin Power Rangers: Once & Always（2023年） -ロッキーのスタント、パティパトロール（スーツアクター） 役
  - パワーレンジャー・コズミックフューリー Power Rangers Cosmic Fury（2023年） - ゼニスレンジャー（スーツアクター） 役、ニンジャスティールレッドレンジャー（スーツアクター） 役、ハヴィのスタント
- ファイナルライフ -明日、君が消えても-（2017年） - スタント
- モブサイコ100（2018年） - スタント
- 絶対帰還カエルーン2（2018年） - ジョーカー（スーツアクター） 役
- ブレイブフォース（2018年） - キングオーガ（スーツアクター） 役
- PRINCE OF LEGEND（2018年） - スタント
- ブレイダー（2020年） - ブレイダー（モーションキャプチャー・スタント〈日本・アメリカ〉） 役

### 映画
- THE LAST MESSAGE 海猿（2010年） - スタントダブル
- ごくせん THE MOVIE（2010年） - 特殊部隊員 役
- ガチバンアルティメット（2011年） - ヤンキー 役
- メサイア（2011年） - 東妻健 役
  - メサイア「漆黒ノ章」（2013年） - 楠瀬遥輝 役
- 東京トワイライト202の女（2012年）
- 図書館戦争（2013年） - 良化隊員 役
- タイガーマスク（2013年） - 虎の門門下生 役
- 不良少年3000人の総番（2013年） - ヤンキー 役
- 鳳神ヤツルギシリーズ
  - 劇場版 鳳神ヤツルギ 燃え上がれヤツルギ魂！（2014年） - 獅子堂カイト / 哮神ガイオン 役
  - ガイオンΣ（2014年） - 主演・獅子堂カイト / 哮神ガイオン 役、アクション監督
  - 日本ローカルヒーロー大決戦（2015年） - 獅子堂カイト / 哮神ガイオン 役
  - ヒーローズユナイト 結束！ ヤツルギ×トライオー×忍者烈風（2018年） - 獅子堂カイト / 哮神ガイオン 役
- 愛に渇く（2015年） - スタントダブル
- 仮面ライダー1号（2016年）
- HiGH&LOW THE RED RAIN（2016年） - スタントダブル
- 散歩する侵略者（2017年） - 公安委員 役
- ブレイブストーム（2017年） - シルバーマスクR2（スーツアクター、役者のスタントダブル） 役
- PRINCE OF LEGEND（2018年） - スタント
- BACK STREET GIRLS
-ゴクドルズ--（2018年） - ヤクザ 役
- ニセコイ(（2018年） - スタント
- 曇天に笑う（2018年） - スタント
- 劇場版忍者じゃじゃ丸くん（2020年） - 影丸 役、アクション監督
- アバター:ウェイ・オブ・ウォーター（2002年） - スタントパフォーマー[2]

### オリジナルビデオ
- 鳳神ヤツルギ3外伝 哮神ガイオン（2013年） - 主演・獅子堂カイト / 哮神ガイオン 役

### 舞台
- SAMURAI JAPON2009 フランス・東京 八犬伝（ブルーシャトルプロヂュース）（2010年） - 代官 役
- 劇団みかんピープル舞台イチマツタエコ
- 蒲田行進曲・THS第一回公演（2015年） - ヤス 役

### コマーシャル
- 日立ソリューションズ cm「秘文」（2014年） - アクション監督
- ライオンルックプラス「防カビ大作戦」（2016年）お風呂の防カビくん - アクション監督

### ミュージックビデオ
- ジャニーズWEST「考えるな、燃えろ！」（2017年） - タコ怪人（スーツアクター） 役
- MAN WITH A MISSION「Take me under」（2018年） - 豚（スーツアクター） 役

### ゲーム
- 龍が如く6 命の詩。（2016年） - モーションキャプチャー（スタント）

### その他
- ZVP 座頭市vsプレデター（2018年） - プレデター（スーツアクター） 役